# Походы Антанты в Советскую Россию

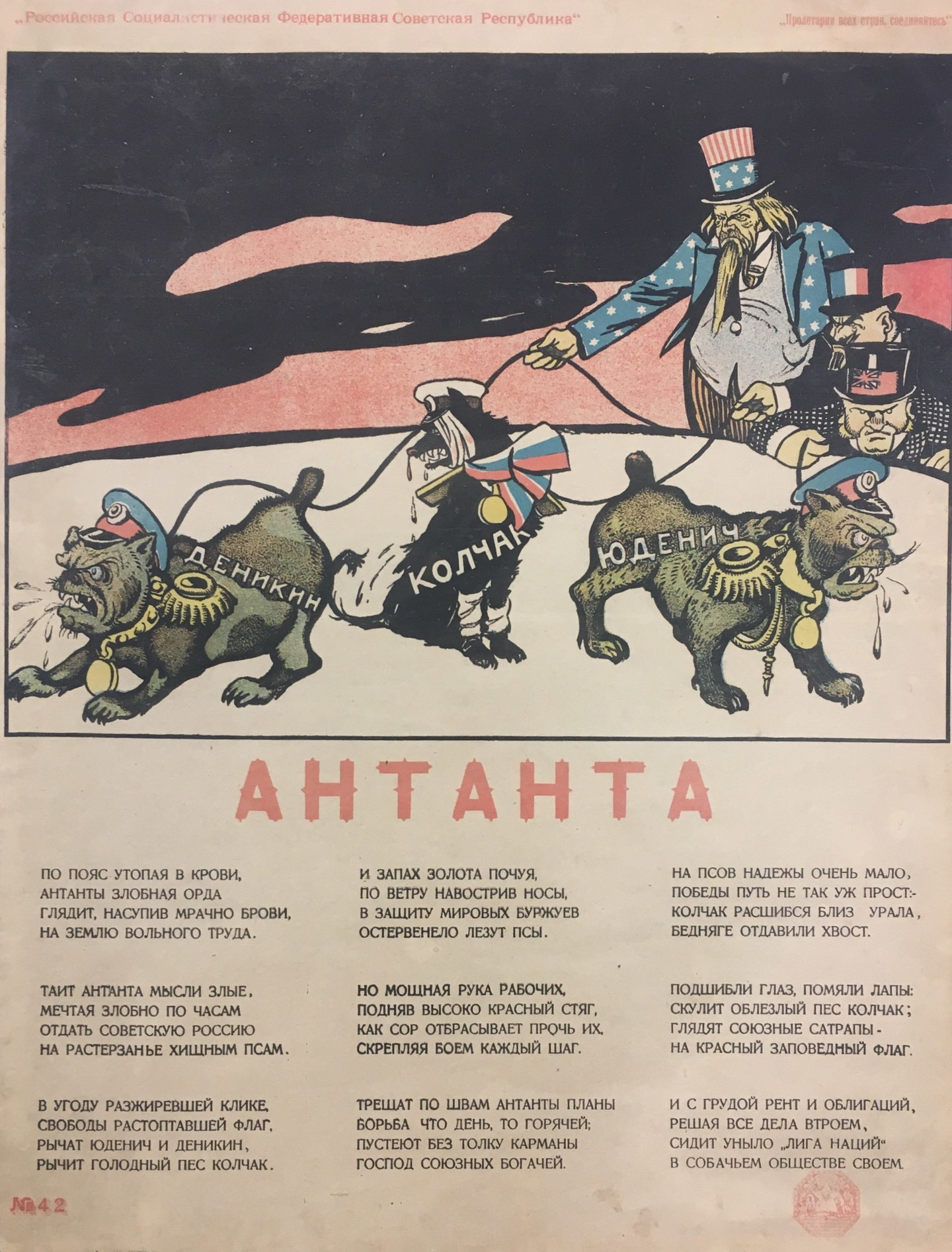
Советский пропагандистский плакат на тему Антанты и её «цепных собак»

Походы Антанты — общее название, употреблявшееся советской пропагандой и историографией для описания военных кампаний и крупных войсковых операций экспедиционных сил стран Антанты совместно с войсками Белого движения. Выражение употреблялось в советской историографии с момента её возникновения до второй половины XX века. К началу 1970-х выражение практически полностью вышло из научного оборота, что, в свою очередь, вызвало попытку АН СССР реанимировать употребление термина в научной литературе административными методами. В зарубежной историографии СССР выражение не употребляется.

## Деление на «походы», принятое в советской исторической литературе
- Первый поход Антанты: В марте—июле 1919 года совместный поход осуществляли контрреволюционные армии А. В. Колчака, А. И. Деникина и Н. Н. Юденича. Главный удар наносила с востока армия адмирала А. В. Колчака, с которой войска А. И. Деникина, наступавшие с юга, рассчитывали соединиться в районе Среднего Поволжья для объединённого наступления на Москву, войска Н. Н. Юденича наносили вспомогательный удар из Прибалтики на Петроград.[1]

- Второй поход Антанты (также именуемый Походом 14 государств): новый план военной интервенции, составленный Великобританией, Францией и США в июле 1919 года — марте 1920 года, предусматривавший одновременное наступление Добровольческой армии А. И. Деникина на юге России, Северо-Западной армии Н. Н. Юденича на Петроград и белополяков на западе[2]. У. Черчиллю или В. И. Ленину приписывается определение «поход четырнадцати держав». Состав 14 держав отличается в разных источниках:
  - Англия, США, Франция, Япония, Италия, Финляндия, Эстония, Латвия, Литва, Польша, Украина, Грузия, Азербайджан и Армения («История Гражданской войны: краткий очерк» товарища Рабиновича С. Е.  — М.: ОГИЗ—Соцэкгиз, 1935, 2-е изд.);
  - Англия, США, Франция, Италия, Япония, Греция, Югославия, Чехословакия, Польша, Финляндия, Эстония, Латвия, «Колчакия» и «Деникия» («Незабываемый 1919-й» В. В. Вишневского, 1949);
  - в речи И. В. Сталина 7 ноября 1941 поход отнесен к 1918 году и упоминается, что «14 государств наседали тогда на нашу землю» без конкретного перечня.
- Третий поход Антанты: Нападение в апреле 1920 года панской Польши (см. Советско-польская война) и белогвардейской армии П. Н. Врангеля из Крыма (по выражению В. И. Ленина «двух рук международного империализма, пытавшихся задушить Советскую страну») рассматривалось как «третий поход Антанты».[3]

## Количество походов
Формулировка походы Антанты, стала выходить из употребления, в первую очередь, из-за отсутствия среди историков единого мнения о количестве самих походов, из-за несогласия в том, что именно называть походом, а также из-за весьма расплывчатых комментариев иностранной интервенции советским руководством. Так, например, В. И. Ленин в докладе на IX съезде РКП(б) говорил, что имел место «двукратный, трёхкратный и четырёхкратный поход империалистов Антанты…». Споры вызывал также вопрос о скоординорованности всех и каждого похода в отдельности, согласованности действий войск интервентов с частями белогвардейцев, а также об общем руководстве походами. Отказ от употребления выражения походы Антанты также не в последнюю очередь был связан с критикой работ И. В. Сталина, начавшейся вскоре после развенчания культа. Несмотря на то, что Сталин в своих трудах не употреблял самого выражения походы Антанты, они тем не менее представали в его работах как комбинированные и объединённые походы, с централизованным руководством. Эти тезисы также подверглись пересмотру советскими историками в 60-е годы, и что немаловажно, поступали соответствующие рекомендации в органы народного образования, в частности — в АПН СССР, о внесении изменений в публикуемые исторические издания.

## Академическая дискуссия
К началу 60-х накопилось значительное количество противоречий в описании советскими историками событий периода Гражданской войны и интервенции, что Академией наук был создан Научный совет по комплексной проблеме «История Великой Октябрьской социалистической революции» под руководством И. И. Минца. Совет выступил с резкой критикой тенденций конца 60-х годов, когда выражение походы Антанты уже практически полностью вышло из употребления в среде советских историков. Советом была предпринята попытка вернуть термин в научный оборот, для чего был произведён анализ советской исторической литературы 1960-х, и детальная критика всех тенденций по замалчиванию, преуменьшению, полному или частичному отрицанию попыток согласованных, скоординированных действий сил белогвардейских лидеров и их планов с замыслами Антанты, отказу от анализа самих замыслов и планов, а также мер, предпринятых лидерами интервентов и внутренней контрреволюции по согласованию их действий. Резолюция научного совета по комплексной проблеме «История Великой Октябрьской социалистической революции» выглядела следующим образом:

Отрицание попыток согласования действий комбинированных походов Антанты, наличия замыслов и планов этих походов не соответствует известным документам и фактическому развитию событий, приводит к тому, что военные действия противной стороны выглядят стихийными, вне связи лидеров контрреволюции друг с другом, а наши противники показываются несмышлеными в политике, несведущими в военном деле и не представлявшими серьёзной опасности для Советской республики.— 
Однако, как можно понять из публикаций последующих лет, вернуть выражение в научный оборот не удалось и в дальнейшем каждый поход экспедиционных сил Антанты и войск Белого движения рассматривался и изучался историками отдельно.

## В зарубежной историографии
Профессор Эван Моудсли из Университета Глазго отмечает что само понятие о походах Антанты, — как о единой военной кампании против Советской России, — возникло в советской историографии в мае 1920 года, после публикации И. В. Сталина в «Правде», где он впервые употребил слово поход Антанты по отношению к нападению поляков на Советскую Россию.
Выражение употребляет американский историк, профессор Рекс Уэйд, отмечая что план экономической блокады России оставался неизменной основой всех походов Антанты против России, с 1918 по 1920 год.